# Жарены (Кировская область)
Жарены — деревня в Котельничском районе Кировской области, входит в состав Покровского сельского поселения.

## География
Деревня находится на расстоянии 16 км к юго-западу от города Котельнич, административного центра района.

## Население
| 2010 |
| ---- |
| 12   |